# Universitätsklinikum Aachen

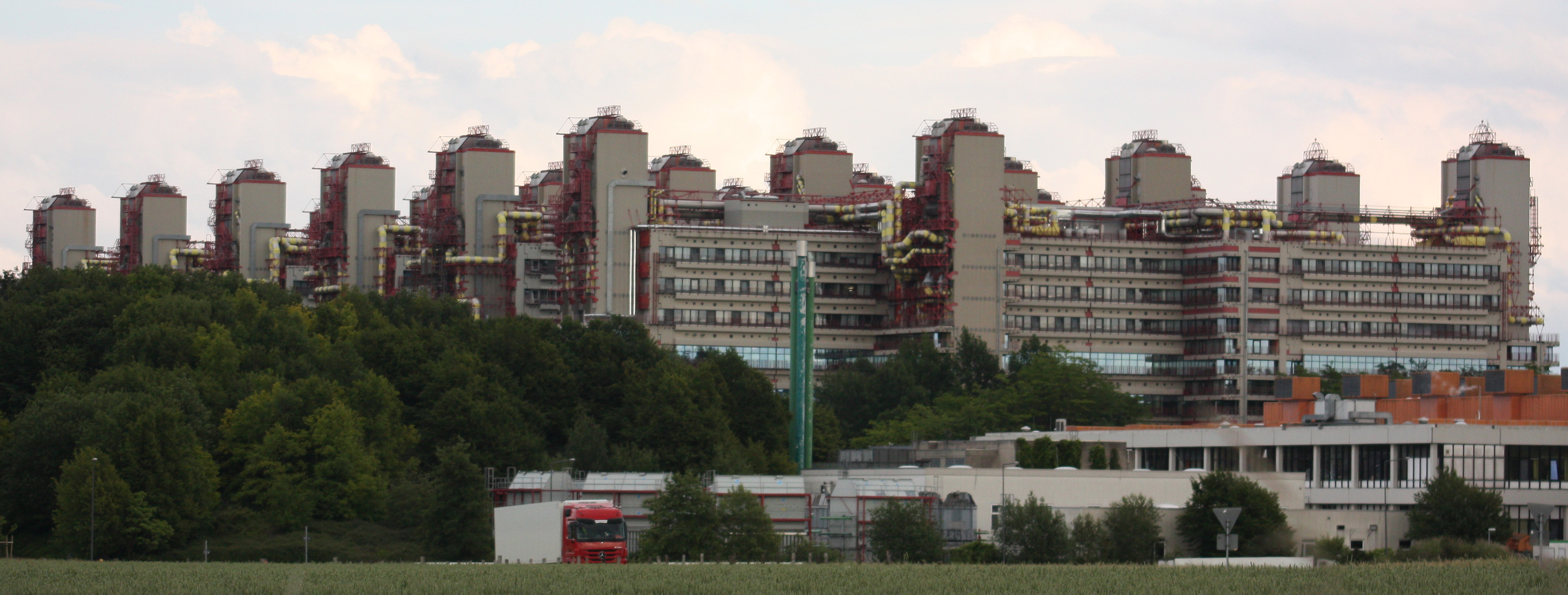
Gesamtansicht

Die Uniklinik RWTH Aachen (Universitätsklinikum Aachen (AöR)) ist das Universitätsklinikum der RWTH Aachen. Es befindet sich in einem der größten Krankenhausgebäude Europas im Westen Aachens im Stadtteil Laurensberg, in unmittelbarer Nachbarschaft zu Vaals in den Niederlanden. Rund 9.000 Mitarbeiter in 37 Fachkliniken und 35 Instituten (davon sechs mit Aufgaben in der Krankenversorgung) versorgten im Jahre 2017 insgesamt rund 50.000 Patienten stationär und 200.000 Patienten ambulant. Die Personalausgaben betrugen 2008 rund 239,6 Millionen Euro und die Materialaufwendungen 93,6 Millionen Euro.

## Geschichte

### Maria-Hilf-Hospital

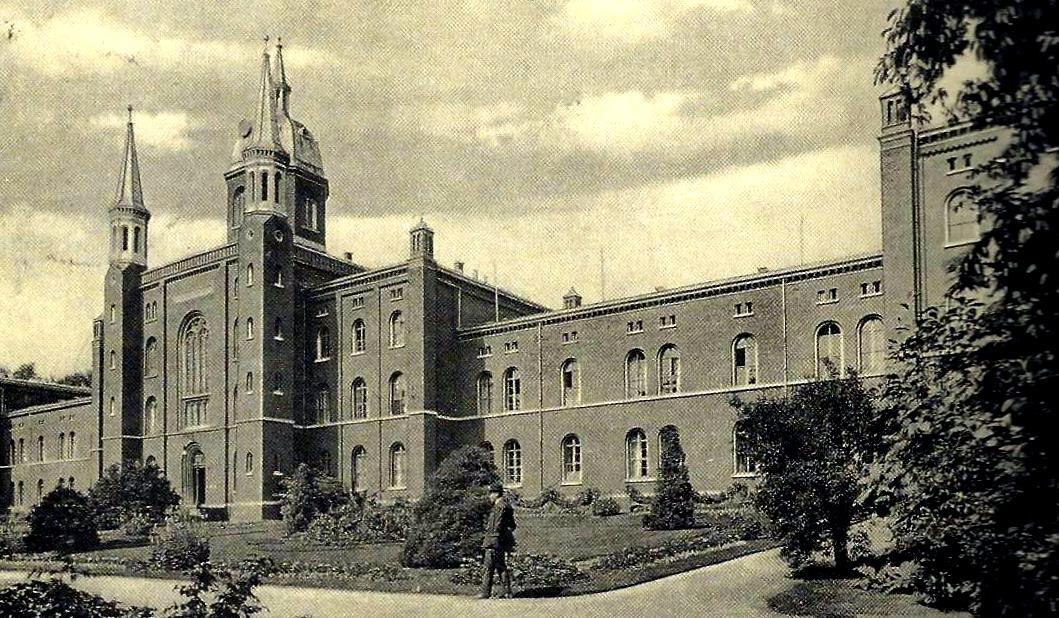
Ehemaliges Maria-Hilf-Hospital

Die Anfänge des heutigen Universitätsklinikums gehen bis in das 14. Jahrhundert zurück. Zu jener Zeit existierte auf dem damaligen Radermarkt, dem heutigen Münsterplatz in Aachen, das 1336 gegründete Elisabeth-Hospital für erkrankte Frauen, seiner Zeit bekannt als Städtisches Armenspital Gasthaus, das 1622 von Apollonia Radermecher und ihren neu gegründeten Elisabethinnenorden übernommen wurde. Für die männlichen Patienten wurde 1769 wenige 100 m entfernt in der Jakobstraße mit Hilfe einer Stiftung von Anna Maria von Wespien, der Gattin des ehemaligen Aachener Reichsbürgermeisters Johann von Wespien, das Marianische Spital erbaut. Zunächst als Ergänzung und als Nachfolgeeinrichtung dieser beiden Krankenanstalten wurde Anfang der 1850er-Jahre das Maria-Hilf-Hospital mit 260 Betten und großem Krankenhausgarten, dem späteren Kurpark Aachen, als konfessionelles allgemeines Krankenhaus an der Monheimsallee in Aachen nach Plänen von Friedrich Joseph Ark errichtet. Da die Stadtverwaltung Anfang des 20. Jahrhunderts diesen Platz für den Bau des Neuen Kurhauses freimachen wollte, wurde zwischen 1902 und 1905 ein städtischer Krankenhausneubau nach Plänen von Stadtbaumeister Joseph Laurent mit zunächst einer internistischen und einer chirurgischen Abteilung an der Goethestraße erstellt, wo zuvor die Aachener Alexianerbrüder die nunmehr aufgelösten Irrenanstalten Mariabrunn für Männer und Mariaberg für Frauen betrieben haben. Daraufhin wurde 1914 das alte Maria-Hilf-Hospital an der Monheimsallee abgerissen und der seit den Anfangsjahren betreuende Orden der Elisabethinen für die neue Einrichtung übernommen.

### Städtische Krankenanstalten Aachen

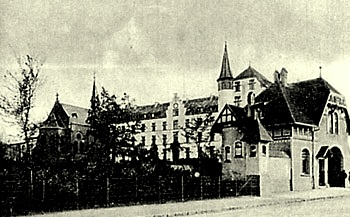
Ehemaliges Städtisches Elisabeth-Krankenhaus Aachen, Goethestraße, heute Sitz der Missio

In den zwanziger Jahren wurden auf dem neuen Areal die Abteilungen Gynäkologie, Dermatologie, Hals-Nasen-Ohren-Heilkunde und Prosektur eingerichtet sowie die Aachener Augenheilanstalt eingegliedert. 1923 erhielt das Krankenhaus in Erinnerung an die Keimzelle am Aachener Münsterplatz und den betreuenden Orden den Namen Städtisches Elisabeth-Krankenhaus Aachen. Da der Platz für weitere Abteilungen nicht mehr ausreichte, wurde sowohl zwischen 1932 und 1934 ein Neubau für die neu eingerichtete orthopädische Abteilung unter Friedrich Pauwels errichtet, der den Namen Albert-Servais-Haus erhielt, als auch 1941 für die Kinderklinik, die aus der Medizinischen Klinik für Innere Medizin von Ludwig Beltz hervorgegangen war.
In der Zeit des Nationalsozialismus wurden die Krankenanstalten als städtische Einrichtung von den politisch Verantwortlichen und den zuständigen Amtsärzten zu medizinischen Manipulationen gedrängt. Nach Verabschiedung des Gesetzes zur Verhütung erbkranken Nachwuchses im Jahr 1934 waren es vor allem der Chefarzt der Chirurgie Max Krabbel und der Radiologe Theodor Möhlmann, die ermächtigt wurden, Zwangssterilisationen und andere Eingriffe vorzunehmen. Vor allem Krabbel, ein vehementer Verfechter der Eugenik, protokollierte seine beachtliche „Jahresbilanz“ und publizierte anschließend über die sinnvollsten Techniken, die Verfahrensweisen und die Begleiterscheinungen dieser Operationen, die ihm vom Erbgesundheitsgericht zugewiesen wurden. Nur wenige Chefärzte wie beispielsweise Ludwig Beltz konnten diese Auflagen umgehen, wobei sie dafür erhebliche Nachteile in Kauf nehmen mussten. Weitere Ärzte, denen eine opportunistische Nähe zu dem politischen Regime nachgesagt wurde, waren der Dermatologe Friedrich Boosfeld und der Augenarzt Peter Geller.
Im Zweiten Weltkrieg wurden die Gebäude der Städtischen Krankenanstalten schwer beschädigt und bis 1950 zum größten Teil – zumeist in Pavillonbauweise – wiederaufgebaut. Als eine der ersten neu eingerichteten Abteilungen entstand 1947 unter Leitung von Karl Heusch die urologische Abteilung. Zuletzt erhielt zwischen 1959 und 1961 die Kinderklinik einen großzügigen Neubau.
Infolge des Ärztemangels nach dem Krieg waren auch die Städtischen Krankenanstalten gezwungen, Mediziner neu oder wieder einzustellen, die zwar ein Entnazifizierungsverfahren durchlaufen haben, aber deren Biografien eine bedenkliche Nähe zum Nationalsozialismus aufwiesen. Dies betraf vor allem die in leitender Stellung eingesetzten Mediziner wie beispielsweise der Urologe Karl Heusch, der Chirurg Wilhelm Klostermeyer, der Augenarzt Alfred Jäger, der Gynäkologe Georg Effkemann, der Pathologe Martin Staemmler und die Internisten Ferdinand Hoff und Arthur Slauck.

### Universitätsklinikum Aachen

Ehemaliges Logo

Nachdem am 20. Mai 1961 der Senat der RWTH Aachen beschlossen hatte, die Eingliederung der städtischen Krankenanstalten in die RWTH Aachen beim zuständigen Kultusministerium NRW zu beantragen, wurde diesem Antrag am 28. April 1964 stattgegeben. Schließlich gingen die Städtischen Krankenanstalten ab dem 1. Januar 1966 vollends über in die Klinische Anstalten der Rheinisch-Westfälischen Technischen Hochschule und somit in den Besitz des Landes Nordrhein-Westfalen.
Das Gelände des alten Klinikums an der Aachener Goethestraße war zwar weitläufig, aber die meisten Abteilungen waren weiterhin in Pavillons untergebracht. Der knappe Raum und die rasch steigenden Patientenzahlen erforderten einen Neubau im Stadtteil Melaten, der von den Aachener Architekten Weber, Brand & Partner in Zusammenarbeit mit dem als Spezialisten für Krankenhausbau geltenden Benno Schachner entworfen und 1971 begonnen wurde.
An Stelle der staatlichen Hochbauverwaltung vertrat die Nordrhein-Westfälische Hochschulbau- und Finanzierungsgesellschaft (HFG) die Bauherrschaft. Im März 1970 beauftragte die HFG die Neue Heimat Städtebau GmbH mit dem Bau der Uniklinik. Synchronplanung, mangelnde Koordination und Kooperation führten zu einer Kostenexplosion und 1977 zur Ab- und Auflösung der HFG. Eine Sonderbauleitung wurde eingesetzt.
Dem schrittweisen Bezug ab 1982 folgte am 21. März 1985 die feierliche Einweihung des Gebäudes im Beisein des damaligen Ministerpräsidenten Johannes Rau und die Umbenennung der am Universitätsklinikum vorbeiführenden Straße nach dem Orthopäden Friedrich Pauwels.
Seitdem sind in einem Gebäude Lehre, Forschung und Krankenversorgung untergebracht. Die Gesamtbaukosten der Uniklinik mit 1600 Betten und 52 Operationssälen betrugen 2,06 Milliarden DM (heute ca. 2,24 Milliarden Euro), im Jahr 1971 waren 571 Millionen DM (heute ca. 1,17 Milliarden Euro) angenommen worden. Im Gegenzug wurden die Pavillons des alten Klinikums und die Kellerräume zugeschüttet und ein Park errichtet. Allein der Nordflügel des alten Klinikums hat ebenso wie die angeschlossene Kapelle St. Elisabeth die Zeiten überdauert und wurde 1989 von der gemeinnützigen Organisation missio Aachen bezogen. Die Elisabethinen selbst haben das alte Krankenhaus bis zu seiner Auflösung betreut.
Anfang 1984 warf der Bundesrechnungshof der Landesregierung Versäumnisse bei Leitung und Kontrolle des Bauvorhabens am neuen Klinikum vor. So forderte dieser einen Stopp der Bundesbeteiligung über die vereinbarten 1,7 Milliarden DM und die Prüfung möglicher Regressansprüche an das Land. Das Land Nordrhein-Westfalen wiederum erhob Vorwürfe gegen den Bauträger wegen unzulänglicher Planungen und setzte eine Untersuchungskommission des Landtages ein.
Seit dem 1. Januar 2001 firmiert die Uniklinik RWTH Aachen – wie alle Universitätskliniken in NRW – als Anstalt des öffentlichen Rechts. Damit sollte der Wirtschaftsbetrieb Krankenhaus von der Forschung und Lehre, die der Fakultät angehören, getrennt werden.
Im Jahr 2013 waren in der Uniklinik RWTH Aachen 35 Fachkliniken, 5 fachübergreifende Einheiten und 28 Institute beheimatet. Nach Stand Juni 2016 gehören der Medizinischen Fakultät 101 Lehrstuhlinhaber sowie Leiter von Forschungs- bzw. Lehrgebieten an; sie hat rund 2500 Studenten.
Im März 2015 feierte die Uniklinik RWTH Aachen mit einem Festakt ihr 30-jähriges Jubiläum. Die im Jahr 1966 gegründete Medizinische Fakultät der RWTH Aachen hat im Juni 2016 ihr 50-jähriges Bestehen gefeiert.
Mit Wirkung zum 1. Januar 2020 übernahm das Universitätsklinikum zudem das Franziskushospital Aachen, das fortan unter „Uniklinik RWTH Aachen – Franziskus“ firmiert. Infolgedessen wurde dieses grundlegend umstrukturiert und aus dem Notfallplan der Krankenhäuser herausgenommen.
Mit Wirkung zum 1. August 2020 schloss die Kinderwunsch-Klinik und die Aufgaben werden zukünftig durch die Gynäkologische Klinik übernommen.
Im August 2021 wurde die Klinik für Orthopädie mit der Klinik für Unfall- und Wiederherstellungschirurgie zusammengelegt und offiziell in „Klinik für Orthopädie, Unfall- und Wiederherstellungschirurgie“ umbenannt.

## Gebäude

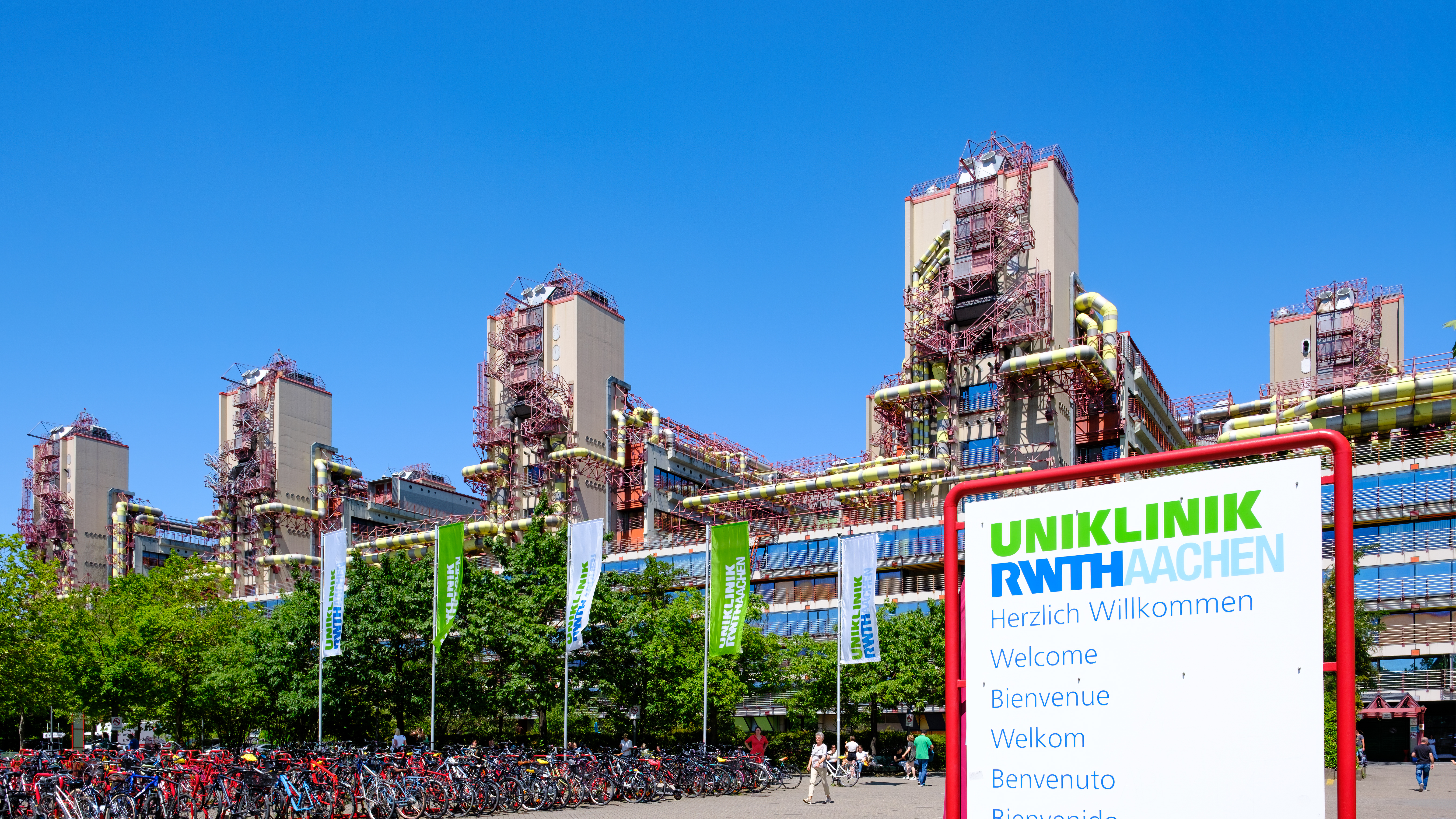
Teil der Vorderansicht

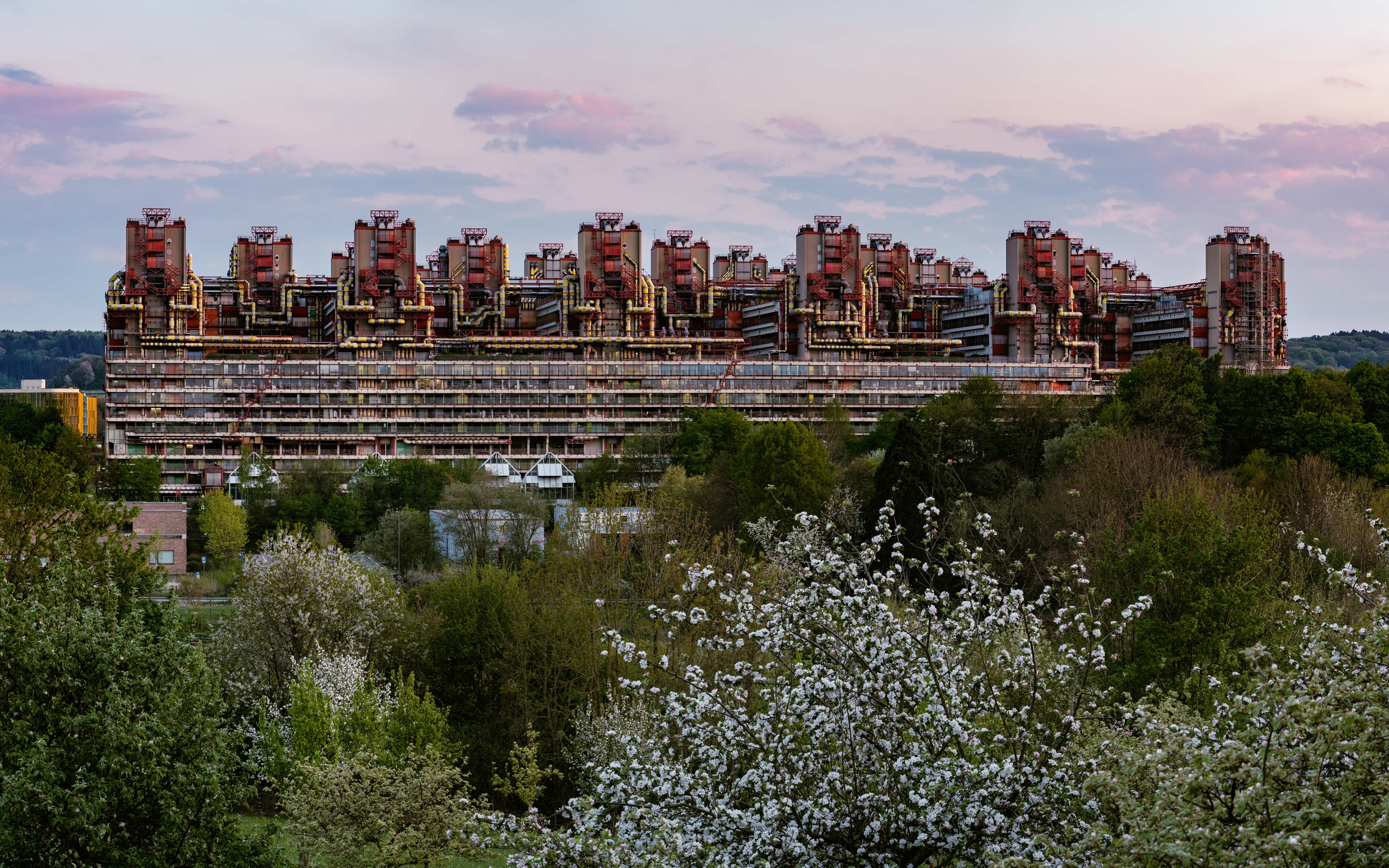
Rückansicht

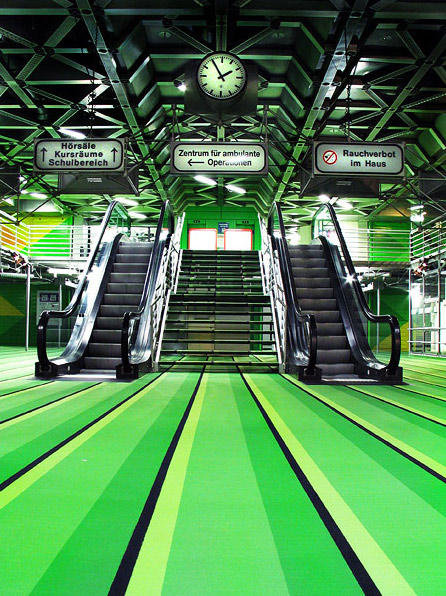
Foyer

Das Hauptgebäude, eine Stahlbetonskelettkonstruktion, hat eine Länge von 257 m und eine Breite von 134 m und ist durch 24 Treppenhausschächte mit 54 m Höhe vertikal erschlossen. Die Treppenhausschächte ragen 9 m aus den achtgeschossigen Gebäudeteilen hinaus. Das Tragwerk ist nach allen Seiten erweiterbar und besitzt größtenteils eine Tiefgründung mit Bohrpfählen. Aufgrund des heutzutage geltenden Denkmalschutzes ist eine einfache Erweiterung (insb. An- und Aufbauten) nicht möglich. Die Nettonutzfläche beträgt 130.000 m². Das benachbarte zweigeschossige Versorgungsgebäude hat Grundrissabmessungen von 95 m Länge und 131 m Breite bei einer Höhe von 12 m. Am 1. September 1971 wurde mit den Rohbauarbeiten begonnen, die Ende 1973 abgeschlossen waren. Die Treppenhauskerne wurden zuerst mit Ortbeton und Gleitschalung hergestellt, die restlichen Bauteile waren Fertigteile. Es war zeitweise die größte Baustelle Europas.
Die Optik des Gebäudes ist sowohl äußerlich als auch im Innenbereich ungewöhnlich. Die Farbgebung von Bodenbelägen, Türen und Wandelementen ist fast durchgehend in Grün-, Silber- und Gelbtönen gehalten und an den Decken verlaufen die Versorgungsmedien (Heizung, Lüftung etc.) meist unverkleidet. Ca. 35 % der etwa 6000 Räume besitzen keine Fenster, insbesondere die Keller-, Technik- oder Lagerräume, aber auch sehr viele Büroräume, Funktionsräume, Aufenthaltsräume für Personal und Untersuchungszimmer. Die Teppiche im Innenbereich sind Sonderanfertigungen aus gewebtem Velours und müssen regelmäßig ausgetauscht werden. In stark benutzten sowie hygienisch sensiblen Flächen wurde zwischenzeitlich teilweise grüner PVC-Boden verlegt, wobei in Funktionsbereichen und der Cafeteria neutrales Grau ausgewählt wurde.
Durch die sichtbare Gebäudetechnik, in Verbindung mit der ebenfalls sichtbaren Struktur einer Stahlbetonskelettbauweise, wird die Uniklinik RWTH Aachen als Vertreter der sogenannten „technischen Moderne“ gesehen, wie auch das Centre Georges Pompidou in Paris. Wegen seines architektonischen Entwurfsprinzips der Wiederholung gleichförmiger Baustrukturen ist das Gebäude auch in den Kontext des Strukturalismus einzuordnen. Die Uniklinik stehe laut der Denkmalschutzbehörde in NRW als „bedeutendstes Zeugnis der High-Tech-Architektur in Deutschland“ seit Ende November 2008 unter Denkmalschutz. Allerdings stellt inzwischen der Sanierungsstau an der Uniklinik Aachen in Verbindung mit den Auflagen, die aus dem Denkmalschutz für das Gebäude resultieren, für die weitere Entwicklung der Universitätsmedizin Aachen ein ernstzunehmendes Risiko dar.
In einer Rezeption der 1980er-Jahre im Nachrichtenmagazin Der Spiegel wurde das Gebäude auch als „unproportionierte Türme mit häßlich Röhren von Stahl grau und giftig gelb und viel gegossen Stein aus schmutzigem Beton“ beschrieben oder als „Betonbunker »Medizinikum«“ bzw. „der Klotz wohl alles in den Schatten (stellte), was nach 1945 an Abscheulichkeiten gebaut wurde.“
Laut mehreren Gutachten bestehen viele gravierende Mängel an dem Gebäude, insbesondere vor dem Hintergrund, dass der Gebäudekomplex als Krankenhausbetrieb und Medizinische Fakultät theoretisch ständig den technischen Anforderungen angepasst werden muss. Den markanten Lüftungsrohren an den Fahrstuhlschächten könnte bei einem Rückbau der Klimaanlage die Demontage drohen, sofern der Denkmalschutz dies erlauben sollte. Außerdem müssten die Fenster bzw. die Fassaden des bislang zu großen Teilen klimatisierten Gebäudes ausgetauscht werden. Die große Zwei-Kanal-Klimaanlage galt schon bei Inbetriebnahme des Gebäudes als hoher Kostenfaktor. Die Anlage wird wegen fehlender Rückbaumöglichkeiten so weit wie möglich modernisiert. Die Fassade des Gebäudes ist fehlkonstruiert und undicht, so dass die Fenster schnell verblinden und immer wieder an verschiedenen Stellen im Gebäude Wasser eindringt.
Zwischen 2007 und 2012 wurde eine grundlegende Sanierung und Neustrukturierung des Pflegebereiches (Etagen 7–9) der jeweils westlichen zwei Gebäudezähne (Flure 1 und 2 sowie Flure 19 und 20) durchgeführt. Hier erfolgte eine Abschaltung der Klimaanlage. Nach zwei Bauabschnitten wurden die Bauarbeiten Ende 2012 abgeschlossen, ohne die weiteren geplanten vier Bauabschnitte (in jeweils südlicher Richtung) zu beginnen, unter anderem wegen Bedenken beim Denkmalschutz.

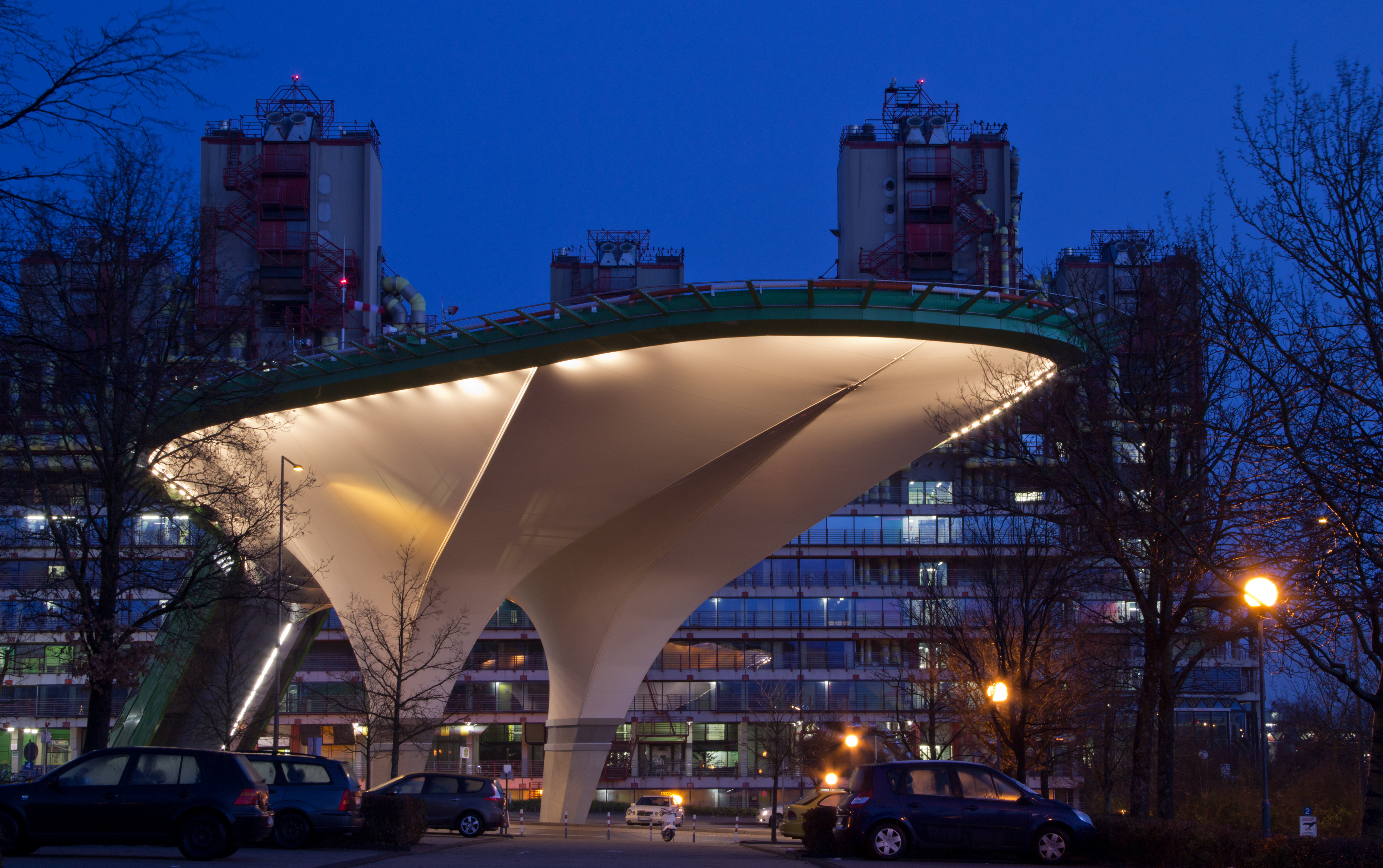
Hubschrauberlandeplatz in der Abenddämmerung

Am 5. Mai 2010 wurde der Neubau eines Hubschrauberlandeplatzes unmittelbar vor dem Hauptgebäude begonnen. Von der Landeplattform in etwa 15 Metern Höhe können Patienten ohne Zuhilfenahme sekundärer Transportmittel über einen Schrägaufzug direkt in die Notaufnahme des Krankenhauses transportiert werden. Der neue Landeplatz wurde am 9. Juli 2011 im Rahmen eines Tags der offenen Tür eingeweiht, bei dem Besucher auch die Plattform betreten konnten. Der Regelflugbetrieb startete am 3. August 2011 in den Morgenstunden mit einem Patiententransport durch Christoph 3. Beim Bau kam es zu einer erheblichen Kostensteigerung von 6,2 auf 10,4 Mio. Euro sowie auch zu Bauverzögerungen.
Am 24. Mai 2016 erklärte die Ministerin für Innovation, Wissenschaft und Forschung des Landes Nordrhein-Westfalen auf einer gemeinsamen Pressekonferenz mit der Uniklinik RWTH Aachen, dass das Land bis 2020 rund 418 Millionen Euro für zwölf Bau- und Sanierungsprojekte investiert. Wegen jahrelang ignorierter Auflagen zum Brandschutz und gravierender Brandschutzmängel patrouillierten von 2019 bis 2024 bis zu 29 lebende Brandschutzmelder rund um die Uhr im Gebäude.
Für 112 Mio. € soll die aufwändige Sanierung der asbesthaltigen Brandschutzklappen durch Fachunternehmen erfolgen. Möglicherweise können die Arbeiten bis 2031 abgeschlossen werden.
Im August 2021 gab die Klinikleitung bekannt, dass mit Hilfe von Landesmitteln im Kampf gegen die Coronapandemie der große Sanierungsstau gemildert werden soll.
Neben dem Hauptgebäude, den Verwaltungsgebäuden, dem inzwischen wegen Brandschutzmängeln geschlossenen Patientengästehaus und dem Personalwohnheim gehören noch weitere Gebäude zur Uniklinik: 
- Das Gut Großer Neuenhof im Neuenhofer Weg. Es wurde in mehreren Abschnitten umgebaut und beherbergt heute die Klinik für Psychiatrie, Psychosomatik und Psychotherapie des Kindes- und Jugendalters. Inzwischen entsteht auf der gegenüberliegenden Straßenseite ein Neubau zur Erweiterung der Behandlungskapazitäten.
- Die bereits vor dem Bau des Hauptgebäudes entstandenen Institutsgebäude im Wendlingweg, die wegen Brandschutzmängeln/Asbestbelastung ersetzt oder saniert werden sollen
- Im nordöstlichen Teil des Klinikgeländes entstanden am Schneebergweg Neubauten für die Betriebskindertagesstätte, das Sozialpädiatrisches Zentrum der Klinik für Kinder- und Jugendmedizin sowie Büroräume für den Personalrat. Das bisher hierfür genutzte Gebäude, die ehemalige Sonderbauleitung, wurde abgerissen und die Nutzungen so lange in Containerbauten untergebracht.
- Das ehemalige Medizinisch Technische Zentrum (MTZ) der Aachener Gesellschaft für Innovation und Technologietransfer (AGIT) in der Pauwelsstraße wurde inzwischen komplett von der Uniklinik übernommen, ebenso das Gut Melaten am Schneebergweg, das im Übrigen seit 2013 geschlossen ist und saniert werden soll, um möglicherweise als Forschungsstätte dienen zu können.[37][38]

## Kliniken
- Anästhesiologie und Intensivmedizin
  - Klinik für Anästhesiologie
  - Klinik für Operative Intensivmedizin und Intermediate Care
- Klinik für Augenheilkunde
- Bildgebung, bildgestützte Therapie und Radiotherapie
  - Klinik für Diagnostische und Interventionelle Neuroradiologie
  - Klinik für Diagnostische und Interventionelle Radiologie
  - Klinik für Nuklearmedizin
  - Klinik für Radioonkologie und Strahlentherapie
- Chirurgie
  - Klinik für Allgemein-, Viszeral-, Kinder- und Transplantationschirurgie
  - Klinik für Gefäßchirurgie
  - Klinik für Kinderherzchirurgie und Chirurgie angeborener Herzfehler
  - Klinik für Hals-Nasen-Ohren-Heilkunde, Kopf- und Halschirurgie
  - Klinik für Herzchirurgie
  - Klinik für Mund-, Kiefer- und Gesichtschirurgie
  - Klinik für Neurochirurgie
  - Klinik für Plastische Chirurgie, Hand- und Verbrennungschirurgie
  - Klinik für Orthopädie, Unfall- und Wiederherstellungschirurgie
  - Klinik für Thoraxchirurgie
- Klinik für Dermatologie und Allergologie – Hautklinik
- Klinik für Gynäkologie und Geburtsmedizin – Frauenmedizin
- Innere Medizin
  - Klinik für Kardiologie, Angiologie und Internistische Intensivmedizin (Medizinische Klinik I)
  - Klinik für Nieren- und Hochdruckkrankheiten, rheumatologische und immunologische Erkrankungen (Medizinische Klinik II)
  - Klinik für Gastroenterologie, Stoffwechselerkrankungen und Internistische Intensivmedizin (Medizinische Klinik III)
  - Klinik für Hämatologie, Onkologie, Hämostaseologie und Stammzelltransplantation (Medizinische Klinik IV)
  - Klinik für Pneumologie und Internistische Intensivmedizin (Medizinische Klinik V)
  - Klinik für Altersmedizin (Medizinische Klinik VI)
- Kinder- und Jugendmedizin
  - Klinik für Kinder- und Jugendmedizin
  - Klinik für Psychiatrie, Psychosomatik und Psychotherapie des Kindes- und Jugendalters
  - Klinik für Kinderkardiologie

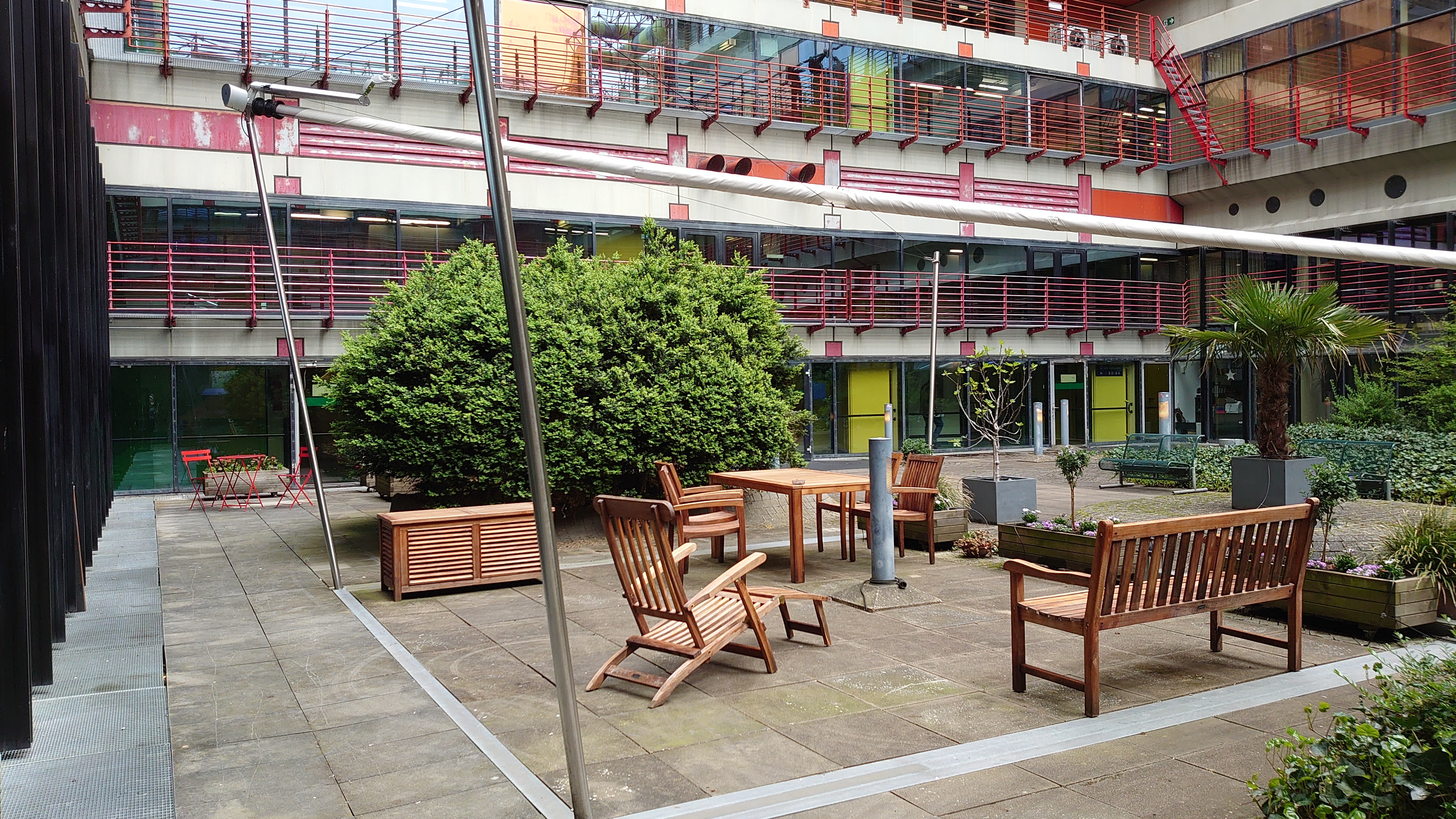
Innenhof, Sicht aus der Palliativstation

  - Klinik für Phoniatrie, Pädaudiologie und Kommunikationsstörungen
  - Kinderherzchirurgie
- Klinik für Neurologie

- Klinik für Palliativmedizin
- Klinik für Phoniatrie, Pädaudiologie und Kommunikationsstörungen
- Psychiatrie, Psychotherapie und Psychosomatik
  - Klinik für Psychiatrie, Psychotherapie und Psychosomatik
  - Klinik für Psychiatrie, Psychosomatik und Psychotherapie des Kindes- und Jugendalters
- Klinik für Urologie und Kinderurologie
- Zahn-, Mund- und Kieferheilkunde
  - Klinik für Kieferorthopädie
  - Klinik für Mund-, Kiefer- und Gesichtschirurgie
  - Klinik für Zahnärztliche Prothetik und Biomaterialien, Zentrum für Implantologie
  - Klinik für Zahnerhaltung, Parodontologie und Präventive Zahnheilkunde

## Zentren (Auswahl)
Das Universitätsklinikum verfügt derzeit über 24 Zentralbereiche und interdisziplinäre Zentren, von denen einige einen besonderen oder überregionalen Stellenwert haben. Dazu zählen unter anderem:
- Krebszentrum – Centrum für Integrierte Onkologie – CIO Aachen
- Neurovaskuläres Netzwerk Region Aachen (NVNAC)
- Telemedizinzentrum Aachen
- Überregionales Traumazentrum
- Zentrum für Seltene Erkrankungen Aachen (ZSEA)

## Institute (Auswahl)
Gemäß seinem Auftrag als Universitätsklinikum sind der Einrichtung zahlreiche Institute angeschlossen, von denen die Institute für Arbeits- und Sozialmedizin, Humangenetik, Medizinische Mikrobiologie, Pathologie und Neuropathologie sich mit den Aufgaben der Krankenversorgung beschäftigen. Dazu gehört auch der Lehrstuhl für Altersmedizin, der seinen Sitz am Universitären Geriatrischen Zentrum des Franziskushospitals Aachen hat. Am 31. Dezember 2001 wurde das Institut für Rechtsmedizin geschlossen. Die Staatsanwaltschaft Aachen arbeitet seitdem mit dem Institut für Rechtsmedizin des Universitätsklinikums Köln zusammen, welches ebenfalls die Bereiche Lehre und Forschung übernahm.
Die restlichen 21 Institute befassen sich unter anderem mit den Fachgebieten der Anatomie und Biochemie, der Biomedizinischen Technologie und der Molekularen Medizin sowie mit der Immunologie, Pharmakologie, Toxikologie, Psychologie und Physiologie, aber auch mit der Medizingeschichte, der Medizinischen Informatik und Statistik sowie der Versuchstierkunde.
2020 wurde am Institut für Pathologie das Deutsche Register für COVID-19-Autopsien (DeRegCOVID) aufgebaut, das dabei mit dem Institut für Medizinische Informatik und dem Center for Translational & Clinical Research (CTC-A) kooperiert.
Darüber hinaus wurde zum 1. Oktober 2021 der neue Lehrstuhl für Digitale Allgemeinmedizin eingerichtet.

## Namhafte Mediziner

### Städtische Krankenanstalten
- Ludwig Beltz (1882–1944), Internist und von 1924 bis 1944 Direktor der Medizinischen Klinik
- Adolf Greifenstein (1900–1955), Facharzt für Hals-Nasen-Ohrenkunde und von 1952 bis 1955 Chefarzt der HNO-Klinik, Mitglied in div. NS-Organisationen
- Karl Heusch (1894–1986), Urologe sowie Gründer und von 1947 bis 1963 Chefarzt der Urologischen Klinik, Mitglied in div. NS-Organisationen
- Ferdinand Hoff (1896–1988), Internist und von 1948 bis 1951 Direktor der Medizinischen Klinik, Mitglied in div. NS-Organisationen
- Alfred Jäger (1904–1988), Facharzt für Augenheilkunde und von 1955 bis 1973 Chefarzt der Augenklinik, Mitglied in div. NS-Organisationen
- Philipp Keller (1891–1973), Dermatologe und Direktor der Hautklinik, Mitglied in div. NS-Organisationen
- Max Krabbel (1887–1961), Chirurg und von 1932 bis 1945 Chefarzt der Chirurgischen Klinik, Mitglied in div. NS-Organisationen
- Friedrich Pauwels (1885–1980), Orthopäde sowie Gründer und von 1934 bis 1960 Chefarzt der Orthopädischen Klinik
- Arthur Slauck (1887–1958), Internist und von 1947 bis 1948 ärztlicher Direktor, Mitglied in div. NS-Organisationen
- Martin Staemmler (1890–1974), Pathologe und von 1950 bis 1960 Direktor des Pathologisch-bakteriologischen Instituts, Mitglied in div. NS-Organisationen
- Felix Wesener (1855–1930), Internist und von 1892 bis 1924 Chefarzt des städtischen Maria-Hilf-Hospitals

### Universitätsklinikum
(Ab Direktor einer Fachklinik oder in vergleichbarer Stellung)
- Ferdinand Binkofski (* 1962), Neurologe und seit 2010 Direktor des Lehrstuhls und der Sektion für Klinische Kognitionswissenschaften an der Klinik für Neurologie
- Ulrike Brandenburg (1954–2010), Fachärztin für Psychotherapeutische Medizin und von 1990 bis 2010 Direktorin der Sexualwissenschaftlichen Ambulanz an der Klinik für Psychosomatik und Psychotherapeutische Medizin
- Tim Brümmendorf (* 1966), Onkologe und Hämatologe, Ärztlicher Direktor der Klinik für Hämatologie und Onkologie
- Hugo Eickhoff (1905–1972), Facharzt für Hals-Nasen-Ohrenkunde und von 1955 bis 1972 Chefarzt der HNO-Klinik, zunächst an den städtischen Krankenanstalten, ab 1966 am UKA, Mitglied in div. NS-Organisationen
- Sven Effert (1922–2000), Kardiologe sowie Ordinarius und Direktor der Medizinischen Klinik I
- Walter Gahlen (1908–1994), Dermatologe und Venerologe sowie von 1966 bis 1976 Ordinarius und Direktor der Hautklinik, Mitglied in div. NS-Organisationen
- Rolf W. Günther (* 1943), Facharzt für Radiologie und von 1984 bis 2010 Direktor der Klinik für Radiologische Diagnostik
- Peter Hanrath (* 1940), Kardiologe sowie von 1988 bis 2005 Ordinarius und Direktor der Medizinischen Klinik I
- Axel Heidenreich (* 1964), Urologe und von 2008 bis 2015 Direktor der Klinik für Urologie
- Beate Herpertz-Dahlmann (* 1954), Psychiaterin und von 1997 bis 2023 Direktorin der Klinik für Psychiatrie, Psychosomatik und Psychotherapie des Kindes- und Jugendalters
- Anton Hopf (1910–1994), Orthopäde sowie von 1960 bis 1977 Ordinarius und Direktor der Orthopädischen Klinik, zunächst an den städtischen Krankenanstalten und ab 1966 am UKA, NSDAP-Mitglied
- Hugo Jung (1928–2017), Gynäkologe und von 1967 bis 1993 Direktor der Abteilung Gynäkologie und Geburtshilfe
- Ruth Knüchel-Clarke (* 1959), Pathologin und seit 2003 Direktorin des Instituts für Pathologie
- Rafael Kramann (* 1981), Nephrologe und Direktor des Instituts für Experimentelle Innere Medizin und Systembiologie
- Christiane Kuhl (* 1966), Radiologin und Direktorin der Klinik für Diagnostische und Interventionelle Radiologie
- Gernot Marx (* 1966), Intensivmediziner und seit 2008 Direktor der Klinik für Operative Intensivmedizin und Intermediate Care
- Ivo Meinhold-Heerlein (* 1969), Stellvertretender Direktor der Klinik für Gynäkologie und Geburtsmedizin bis 2018
- Axel Hinrich Murken (* 1937), Medizinhistoriker und von 2003 bis zur Emeritierung Professor und Direktor des Institutes für Geschichte der Medizin und des Krankenhauswesens
- Fritz Uwe Niethard (* 1945), Orthopäde und von 1996 bis 2010 Direktor der Klinik für Orthopädie
- Norbert Pallua (* 1952), Chirurg und von 1997 bis 2017 Direktor der Klinik für Plastische Chirurgie, Hand- und Verbrennungschirurgie
- Hans-Christoph Pape (* 1962), Chirurg und von 2009 bis 2016 Direktor der Klinik für Unfall- und Wiederherstellungschirurgie
- Andreas Ploeger (1926–2018), Psychiater und von 1976 bis 1993 Direktor der Klinik für Medizinische Psychologie
- Klaus Poeck (1926–2006), Neurologe sowie Mitbegründer und von 1961 bis zur Emeritierung Direktor der Neurologischen Klinik
- Lukas Radbruch (* 1959), Facharzt für Anästhesie und Palliativmedizin sowie Gründer von 2003 bis 2010 Direktor der Klinik für Palliativmedizin
- Martin Reifferscheid (1917–1993), Chirurg sowie Ordinarius und von 1966 bis 1982 Direktor der Chirurgischen Klinik
- Henning Saß (* 1944), Psychiater und von 1990 bis 2000 Direktor der Klinik für Psychiatrie und Psychotherapie
- Georg Schlöndorff (1931–2011), Facharzt für Hals-Nasen-Ohrenkunde und von 1973 bis 1996 Direktor der HNO-Klinik
- Frank Schneider (* 1958), Psychiater von 2003 bis 2018 Direktor der Klinik für Psychiatrie, Psychotherapie und Psychosomatik
- Holger Schmid-Schönbein (1937–2017), von 1974 bis 2003 Direktor des Instituts für Physiologie
- Jakob Schoenmackers (1912–1982), Pathologe und von 1960 Chefarzt des Pathologisch-Bakteriologischen Instituts, zunächst an den Städtischen Krankenanstalten, ab 166 am UKA
- Volker Schumpelick (1944–2022), Chirurg und von 1985 bis 2010 Direktor der Chirurgischen Klinik
- Markus Tingart (* 1968), Orthopäde und von 2010 bis 2021 Direktor der Klinik für Orthopädie

## Verkehrsanbindung

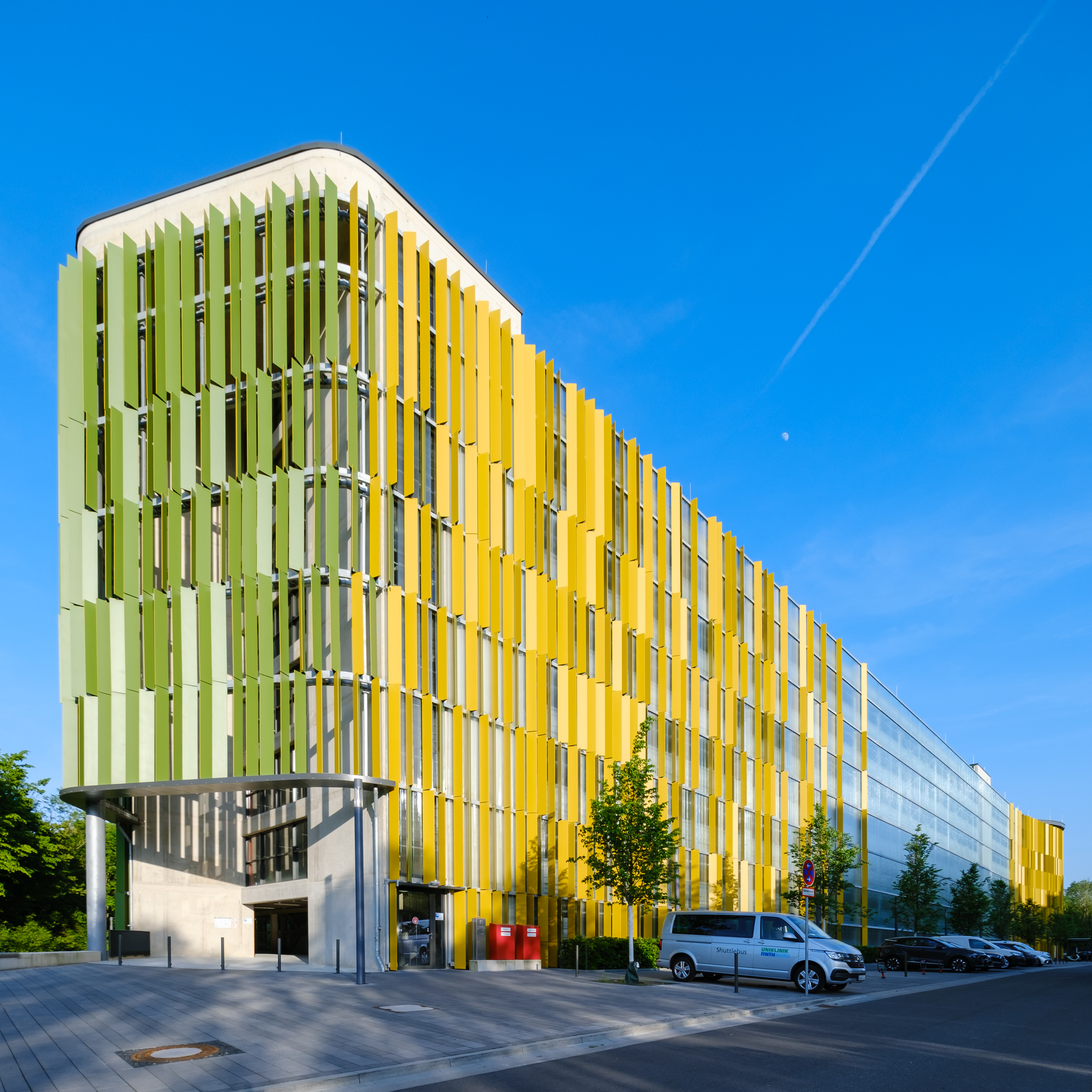
Parkhaus des Uniklinikums

### Straße
Über den Außenring ist die Uniklinik RWTH Aachen im Norden an die Bundesautobahn 4 über die Anschlussstelle Aachen-Laurensberg auch ohne Umweltzonen-Plakette erreichbar sowie im Süden an die Bundesstraße 1 angeschlossen.
Um die geplanten Erweiterungen zu ermöglichen und der Knappheit an Parkflächen zu begegnen, wurde ein Parkhaus mit E-Ladestationen und Parkplatzunterbringungsmöglichkeiten errichtet, welches sich an der farblichen Gestaltung des Hauptgebäudes orientiert und anlehnt.

### ÖPNV
Die Bushaltestelle Uniklinik liegt unmittelbar vor dem Haupteingang an der Pauwelsstraße, welche als „Umwelttrasse“ ausschließlich von Linienbussen, Taxen, Fahrrädern, Versorgungs- und Rettungsfahrzeugen befahren werden darf. Von hier fahren Busse der ASEAG in nahezu alle Aachener Stadtviertel sowie nach Vaals und Stolberg. Zusätzlich verkehrt in den Nächten vor Samstagen sowie Sonn- und Feiertagen die Nachtexpresslinie N4.
| Linie                | Verlauf |
| -------------------- | --- |
| 1                    | Uniklinik – Westbahnhof – Ponttor – Aachen Bushof – Ludwig Forum – Talbot – Haaren – Verlautenheide – Atsch – Stolberg Mühlener Bf – Stolberg Altstadt – Binsfeldhammer – Bernardshammer – Vicht – Fleuth – Mausbach – Diepenlinchen – Werth – Gressenich – Schevenhütte                |
| 3 A/B                | Ringlinie: Uniklinik – Westfriedhof – Schanz – Luisenhospital – Misereor – Aachen Hbf – Kaiserplatz – Eurogress – Ehrenmal/Lousberg – Ponttor – Westbahnhof – Campus Melaten – Uniklinik                                                                                                |
| 4                    | (Uniklinik – Westfriedhof – / Weststraße –) Hanbruch – Preusweg – Franziskushospital – Jüdischer Friedhof – Schanz – Markt – Aachen Bushof – Kaiserplatz |
| 5                    | Uniklinik – Westfriedhof – Schanz – Elisenbrunnen – Aachen Bushof – Kaiserplatz – Josefskirche – Bf Rothe Erde – Forst – Driescher Hof – Brand Schulzentrum – Brand |
| 30                   | (Vaals (NL) – Vaalserquartier (D) – Westfriedhof –) Ronheider Weg – Burtscheid – Beverau – Forst Adenauerallee – Fringsgraben – Hüls – ASEAG – Prager Ring – (Haaren –) Eulershof (– Alter Tivoli – Ehrenmal/ Lousberg – Ponttor – Westbahnhof – Süsterau – Campus Melaten – Uniklinik) |
| 33                   | Fuchserde – Beverau – Frankenberger Viertel – Theater – Elisenbrunnen – Aachen Bushof – Ponttor – Westbahnhof – Hörn – Campus Melaten – Uniklinik – Kullen – Vaalserquartier (D) – Vaals (NL)                                                                                           |
| 41                   | Uniklinik – Westbahnhof – Ponttor – Aachen Bushof – Haaren – Verlautenheide |
| 43                   | (Richterich Schönau /) Laurensberg Rahe – Laurensberg – Westbahnhof – Ponttor – Aachen Bushof – Elisenbrunnen – Preusweg – Hanbruch – Uniklinik |
| 45                   | Uniklinik – Kullen – Westfriedhof – Schanz – Elisenbrunnen – Aachen Bushof – Kaiserplatz – Bf Rothe Erde – Forst – Driescher Hof – Brand Schulzentrum (– Brand) |
| 70                   | Vaals Grenze – Vaalserquartier – Uniklinik – Laurensberg – Richterich – Berensberg – Eulershof – Talbot – Europaplatz – Bf Rothe Erde |
| 73                   | Uniklinik – Campus Melaten – Hörn – Westbahnhof – Ponttor – Aachen Bushof – Kaiserplatz – Josefskirche – Bf Rothe Erde – Mataréstraße (← Brand ← Freund / Niederforstbach) |
| 80                   | Uniklinik – Campus Melaten – Laurensberg – Richterich – Kohlscheid Weststr. – Klinkheide – Kohlscheid Markt |
| X3                   | Expressbus: Waldfriedhof – Burtscheid – Aachen Hbf – Schanz – Westfriedhof – Uniklinik – Campus Melaten |
| X73                  | Expressbus: Uniklinik – Campus Melaten – Süsterau – Westbahnhof – Ponttor – Aachen Bushof – Kaiserplatz – Bf Rothe Erde – Brand (← Freund) – Niederforstbach |
| SB71                 | Schnellbus: Verlautenheide Endstraße – Haaren Markt – Prager Ring – Blücherplatz – Hansemannplatz – Aachen Bushof – Elisenbrunnen – Schanz – Westfriedhof – Uniklinik |
| N4                   | Nachtexpress: nur in den Nächten vor Samstagen sowie Sonn- und Feiertagen Aachen Bushof – (Elisenbrunnen → Karlsgraben →) Ponttor – Westbahnhof – Hörn – Uniklinik – Kullen (D) – (Vaalserquartier (D) →) Vaals Heuvel (NL)                                                             |
| NetLiner Aachen-Nord | NetLiner: Fährt 30 min. nach der Buchung. Fährt Mo–Fr von 6–12 Uhr und von 15–24 Uhr. An Samstagen von 8–10 Uhr und von 17–24 Uhr. An Sonn- und Feiertagen von 10–24 Uhr. Bedient: Richterich, Vetschau, Grünethal, Laurensberg, Orsbach, Lemiers, Seffent, Campus Melaten und Uniklink |

### Carsharing und anderweitige Mobilitätslösungen
Die Uniklinik verfügt über einen Taxistand, eine Carsharing-Station, sowie eine Station des E-Bike-Verleihsystems Velocity.

### Fahrrad
Das Gebäude ist über eine Vielzahl an Fahrradwegen (u. a. vom Campus Melaten, Seffent sowie der Vaalser Straße und Gut Kullen) zu erreichen. 2020 wurden 400 neue Fahrradstellplätze errichtet. Geplant ist ein Fahrradparkhaus mit 800 Stellplätzen.

## Sonstiges
- 1998 wurde ein Gamma-Knife zwecks Radiochirurgie/Stereotaxie angeschafft (Gamma-Knife Zentrum). Das Gerät wurde 2014 altersbedingt entsorgt und nicht ersetzt.[46][47]
- 1999 kam es zum Hepatitis-B-Skandal um den Leiter der Herzchirurgie Bruno Messmer. Durch den renommierten Herzspezialist wurden mehrere Patienten mit Hepatitis B infiziert. Der Chirurg hatte sich nicht beim Betriebsarzt untersuchen lassen und wurde im weiteren Verlauf rechtskräftig verurteilt.[48]
- 2007 wurden Planungen bekannt, wonach die Uniklinik RWTH Aachen mit dem Universitätskrankenhaus in Maastricht zu einem Uniklinikum Aachen-Maastricht fusionieren will. Es wäre dann das erste Europa-Krankenhaus gewesen. Die Planungen zur Fusion wurden nicht weiterverfolgt.[49]
- Im Jahr 2010 zahlte die Uniklinik rechtswidrig eine Abfindung in Höhe von 100.000 € einem leitenden Verwaltungsbeamten, damit dieser vorzeitig in den Ruhestand gehe. Das Klinikum klagte nach anonymer Anzeige auf Rückerstattung und scheiterte hiermit 2015 vor dem Aachener Verwaltungsgericht.[50]
- 2010 war ein Partikeltherapiezentrum mit den Unikliniken von Maastricht und Lüttich in Planung.[51] Die Planungen mussten aufgegeben werden und das erste Partikeltherapiezentrum in der Euregio wurde 2019 in Maastricht (MaastroClinic) eröffnet.[52]
- 2014 kam es zum sogenannten Selfie-Skandal an der Uniklinik Aachen. Hierbei machte Pflegepersonal in der Notaufnahme entwürdigende Fotos von hilflosen Patienten und teilten diese via WhatsApp. Es wurde national in verschiedenen Medien berichtet.[53]
- Im Dezember 2015 hat die Uniklinik RWTH Aachen die Stiftung Universitätsmedizin Aachen ins Leben gerufen, entsprechend dem Vorbild der Stiftung Universitätsmedizin Essen.[54] Ihr Zweck ist die Realisierung von Förderungsprojekten aus Krankenversorgung, Forschung und Lehre an der Uniklinik RWTH Aachen.
- 2016 wurde eine große Baugrube auf der Rückseite des Gebäudes ausgehoben zur Erstellung des Erweiterungsgebäudes „Operative Intensivpflege und Perinatalzentrum“ (OIP-PNZ). Nach umfangreichen Vorarbeiten in den Bestandsgebäuden wurde im März 2023 mit den Bauarbeiten zur Errichtung des Erweiterungsneubaus begonnen.
- In der ersten Jahreshälfte 2022 kam es, wie in allen Unikliniken in NRW, zu einem ausgedehnten Streik der Pflege für einen Tarifvertrag „Entlastung“. Dem Streik waren jahrelange Diskussionen vorausgegangen. Es mussten zahlreiche OPs verschoben oder abgesagt werden, zahlreiche Stationen wurden während des Streiks geschlossen.[55]

## Trivia
Seit Jahren feiert das Universitätsklinikum seinen eigenen Karneval (seit 2017 mit eigenem Prinz), einhergehend mit einer eigens organisierten Feierlichkeit am Fettdonnerstag unter dem Motto „Feiern für den guten Zweck“. Die Erlöse des Fests kommen der Kinderklinik wie auch der Stiftung des Universitätsklinikums Aachen zugute.